# Майхровський Арсеній Романович
Арсеній Романович Майхровський (1905, Волинська губернія, тепер Волинська область — ?) — радянський партійний діяч, голова Владивостоцького міськвиконкому, завідувач планово-фінансово-торгового відділу ЦК КП(б)У.

## Життєпис
Член ВКП(б).
Служив у Червоній армії на політичній роботі.
У січні 1943 — березні 1944 року — голова виконавчого комітету Владивостоцької міської ради депутатів трудящих Приморського краю.
У 1946 — листопаді 1948 року — завідувач відділу кадрів радянських органів Управління кадрів ЦК КП(б)У.
У грудні 1948 — березні 1951 року — заступник завідувача планово-фінансово-торговельного відділу ЦК КП(б)У.
У березні 1951 — червні 1953 року — завідувач планово-фінансово-торговельного відділу ЦК КП(б)У.
З червня по листопад 1953 року — 1-й заступник завідувача відділу адміністративних і торговельно-фінансових органів ЦК КПУ.
У листопаді 1953 — лютому 1959 року — заступник міністра торгівлі Української РСР.
З лютого 1959 року — начальник управління торгового устаткування Міністерства торгівлі Української РСР та член колегії Міністерства торгівлі Української РСР.
На 1964 рік — начальник Головного управління торгової техніки і обладнання (Укрголовторгтехніки) та член колегії Міністерства торгівлі Української РСР.

## Звання
- старший політрук

## Нагороди і звання
- орден Трудового Червоного Прапора (23.01.1948)
- орден Червоної Зірки (6.11.1945)
- медалі